# Saison 1993-1994 de l'ECHL
Saison précédente Saison suivante
La Saison 1993-1994 est la sixième saison de la Ligue de hockey de la Côte-Est au terme de laquelle les Storm de Toledo ont remporté la Coupe Riley en battant en finale les Cherokees de Knoxville.

## Saison régulière
Quatre nouvelles équipes intègrent l'ECHL : les Checkers de Charlotte, le Blizzard de Huntington, l'Express de Roanoke et les Stingrays de la Caroline du Sud. De son côté, le Rampage de Roanoke Valley déménage à Huntsville et devient le Blast de Huntsville. Comptant maintenant 19 franchises, la ligue se réorganise en trois divisions. 

### Classement
| Clt   | Équipe                          | PJ | V  | D  | DP | DF | BP  | BC  | Pts |
| ----- | ------------------------------- | -- | -- | -- | -- | -- | --- | --- | --- |
| +001, | Admirals de Hampton Roads       | 68 | 41 | 19 | 5  | 3  | 298 | 246 | 90  |
| +002, | Ice Caps de Raleigh             | 68 | 41 | 20 | 0  | 7  | 296 | 221 | 89  |
| +003, | Monarchs de Greensboro          | 68 | 41 | 21 | 2  | 4  | 319 | 262 | 88  |
| +004, | Checkers de Charlotte           | 68 | 39 | 25 | 1  | 3  | 281 | 271 | 82  |
| +005, | Express de Roanoke              | 68 | 37 | 28 | 2  | 1  | 300 | 290 | 77  |
| +006, | Stingrays de la Caroline du Sud | 68 | 33 | 26 | 3  | 6  | 294 | 291 | 75  |
| +007, | Renegades de Richmond           | 68 | 34 | 29 | 4  | 1  | 286 | 293 | 73  |

| Clt   | Équipe                   | PJ | V  | D  | DP | DF | BP  | BC  | Pts |
| ----- | ------------------------ | -- | -- | -- | -- | -- | --- | --- | --- |
| +001, | Storm de Toledo          | 68 | 44 | 20 | 1  | 3  | 338 | 289 | 92  |
| +002, | Chill de Columbus        | 68 | 41 | 20 | 1  | 6  | 344 | 285 | 89  |
| +003, | Thunderbirds de Wheeling | 68 | 38 | 23 | 3  | 4  | 327 | 289 | 83  |
| +004, | Chiefs de Johnstown      | 68 | 37 | 27 | 2  | 2  | 323 | 308 | 78  |
| +005, | Bombers de Dayton        | 68 | 29 | 31 | 2  | 6  | 316 | 308 | 66  |
| +006, | Panthers d'Érié          | 68 | 27 | 36 | 1  | 4  | 264 | 334 | 59  |

| Clt   | Équipe                 | PJ | V  | D  | DP | DF | BP  | BC  | Pts |
| ----- | ---------------------- | -- | -- | -- | -- | -- | --- | --- | --- |
| +001, | Cherokees de Knoxville | 68 | 44 | 18 | 1  | 5  | 325 | 246 | 94  |
| +002, | Bulls de Birmingham    | 68 | 44 | 20 | 3  | 1  | 340 | 268 | 92  |
| +003, | Knights de Nashville   | 68 | 26 | 36 | 1  | 5  | 255 | 289 | 58  |
| +004, | Blast de Huntsville    | 68 | 20 | 39 | 7  | 2  | 241 | 315 | 49  |
| +005, | Icehawks de Louisville | 68 | 16 | 44 | 2  | 6  | 236 | 356 | 40  |
| +006, | Blizzard de Huntington | 68 | 14 | 49 | 2  | 3  | 191 | 413 | 33  |

- En gras : qualifié pour les séries

## Séries éliminatoires
|  | Huitièmes de finale             | Huitièmes de finale             | Huitièmes de finale       | Huitièmes de finale       |                          |                          | Quarts de finale | Quarts de finale | Quarts de finale | Quarts de finale |  |  | Demi-finales | Demi-finales | Demi-finales | Demi-finales |  |  | Finale de la Coupe Riley | Finale de la Coupe Riley | Finale de la Coupe Riley | Finale de la Coupe Riley |
|  |                                 |                                 |                           |                           |                          |                          |                  |                  |                  |                  |  |  |              |              |              |              |  |  |                          |                          |                          |                          |
|  |                                 |                                 |                           |                           |                          |                          |                  |                  |                  |                  |  |  |              |              |              |              |  |  |                          |                          |                          |                          |
|  | Storm de Toledo                 | Storm de Toledo                 | 2                         | 2                         |                          |                          |                  |                  |                  |                  |  |  |              |              |              |              |  |  |                          |                          |                          |                          |
|  | Storm de Toledo                 | Storm de Toledo                 | 2                         | 2                         |                          |                          |                  |                  |                  |                  |  |  |              |              |              |              |  |  |                          |                          |                          |                          |
|  | Bombers de Dayton               | Bombers de Dayton               | 1                         | 1                         |                          |                          |                  |                  |                  |                  |  |  |              |              |              |              |  |  |                          |                          |                          |                          |
|  | Bombers de Dayton               | Bombers de Dayton               | 1                         | 1                         | Storm de Toledo          | Storm de Toledo          | 3                | 3                |                  |                  |  |  |              |              |              |              |  |  |                          |                          |                          |                          |
|  |                                 |                                 |                           |                           | Storm de Toledo          | Storm de Toledo          | 3                | 3                |                  |                  |  |  |              |              |              |              |  |  |                          |                          |                          |                          |
|  |                                 |                                 | Chill de Columbus         | Chill de Columbus         | 0                        | 0                        |                  |                  |                  |                  |  |  |              |              |              |              |  |  |                          |                          |                          |                          |
|  | Chill de Columbus               | Chill de Columbus               | Chill de Columbus         | Chill de Columbus         | 0                        | 0                        | 2                | 2                |                  |                  |  |  |              |              |              |              |  |  |                          |                          |                          |                          |
|  | Chill de Columbus               | Chill de Columbus               |                           |                           |                          |                          |                  | 2                |                  |                  |  |  |              |              |              |              |  |  |                          |                          |                          |                          |
|  | Chiefs de Johnstown             | Chiefs de Johnstown             | 1                         | 1                         |                          |                          |                  |                  |                  |                  |  |  |              |              |              |              |  |  |                          |                          |                          |                          |
|  | Chiefs de Johnstown             | Chiefs de Johnstown             | 1                         | 1                         | Storm de Toledo          | Storm de Toledo          | 3                | 3                |                  |                  |  |  |              |              |              |              |  |  |                          |                          |                          |                          |
|  |                                 |                                 |                           |                           | Storm de Toledo          | Storm de Toledo          | 3                | 3                |                  |                  |  |  |              |              |              |              |  |  |                          |                          |                          |                          |
|  |                                 |                                 | Thunderbirds de Wheeling  | Thunderbirds de Wheeling  | 0                        | 0                        |                  |                  |                  |                  |  |  |              |              |              |              |  |  |                          |                          |                          |                          |
|  | Thunderbirds de Wheeling        | Thunderbirds de Wheeling        | Thunderbirds de Wheeling  | Thunderbirds de Wheeling  | 0                        | 0                        | 2                | 2                |                  |                  |  |  |              |              |              |              |  |  |                          |                          |                          |                          |
|  | Thunderbirds de Wheeling        | Thunderbirds de Wheeling        |                           |                           |                          |                          |                  | 2                |                  |                  |  |  |              |              |              |              |  |  |                          |                          |                          |                          |
|  | Knights de Nashville            | Knights de Nashville            | 0                         | 0                         |                          |                          |                  |                  |                  |                  |  |  |              |              |              |              |  |  |                          |                          |                          |                          |
|  | Knights de Nashville            | Knights de Nashville            | 0                         | 0                         | Thunderbirds de Wheeling | Thunderbirds de Wheeling | 3                | 3                |                  |                  |  |  |              |              |              |              |  |  |                          |                          |                          |                          |
|  |                                 |                                 |                           |                           | Thunderbirds de Wheeling | Thunderbirds de Wheeling | 3                | 3                |                  |                  |  |  |              |              |              |              |  |  |                          |                          |                          |                          |
|  |                                 |                                 | Admirals de Hampton Roads | Admirals de Hampton Roads | 1                        | 1                        |                  |                  |                  |                  |  |  |              |              |              |              |  |  |                          |                          |                          |                          |
|  | Admirals de Hampton Roads       | Admirals de Hampton Roads       | Admirals de Hampton Roads | Admirals de Hampton Roads | 1                        | 1                        | 2                | 2                |                  |                  |  |  |              |              |              |              |  |  |                          |                          |                          |                          |
|  | Admirals de Hampton Roads       | Admirals de Hampton Roads       |                           |                           |                          |                          |                  | 2                |                  |                  |  |  |              |              |              |              |  |  |                          |                          |                          |                          |
|  | Stingrays de la Caroline du Sud | Stingrays de la Caroline du Sud | 1                         | 1                         |                          |                          |                  |                  |                  |                  |  |  |              |              |              |              |  |  |                          |                          |                          |                          |
|  | Stingrays de la Caroline du Sud | Stingrays de la Caroline du Sud | 1                         | 1                         | Storm de Toledo          | Storm de Toledo          | 4                | 4                |                  |                  |  |  |              |              |              |              |  |  |                          |                          |                          |                          |
|  |                                 |                                 |                           |                           | Storm de Toledo          | Storm de Toledo          | 4                | 4                |                  |                  |  |  |              |              |              |              |  |  |                          |                          |                          |                          |
|  |                                 |                                 | Ice Caps de Raleigh       | Ice Caps de Raleigh       | 1                        | 1                        |                  |                  |                  |                  |  |  |              |              |              |              |  |  |                          |                          |                          |                          |
|  | Icehawks de Louisville          | Icehawks de Louisville          | Ice Caps de Raleigh       | Ice Caps de Raleigh       | 1                        | 1                        | 2                | 2                |                  |                  |  |  |              |              |              |              |  |  |                          |                          |                          |                          |
|  | Icehawks de Louisville          | Icehawks de Louisville          |                           |                           |                          |                          |                  | 2                |                  |                  |  |  |              |              |              |              |  |  |                          |                          |                          |                          |
|  | Cherokees de Knoxville          | Cherokees de Knoxville          | 1                         | 1                         |                          |                          |                  |                  |                  |                  |  |  |              |              |              |              |  |  |                          |                          |                          |                          |
|  | Cherokees de Knoxville          | Cherokees de Knoxville          | 1                         | 1                         | Icehawks de Louisville   | Icehawks de Louisville   | 0                | 0                |                  |                  |  |  |              |              |              |              |  |  |                          |                          |                          |                          |
|  |                                 |                                 |                           |                           | Icehawks de Louisville   | Icehawks de Louisville   | 0                | 0                |                  |                  |  |  |              |              |              |              |  |  |                          |                          |                          |                          |
|  |                                 |                                 | Bulls de Birmingham       | Bulls de Birmingham       | 3                        | 3                        |                  |                  |                  |                  |  |  |              |              |              |              |  |  |                          |                          |                          |                          |
|  | Bulls de Birmingham             | Bulls de Birmingham             | Bulls de Birmingham       | Bulls de Birmingham       | 3                        | 3                        | 2                | 2                |                  |                  |  |  |              |              |              |              |  |  |                          |                          |                          |                          |
|  | Bulls de Birmingham             | Bulls de Birmingham             |                           |                           |                          |                          |                  | 2                |                  |                  |  |  |              |              |              |              |  |  |                          |                          |                          |                          |
|  | Blast de Huntsville             | Blast de Huntsville             | 1                         | 1                         |                          |                          |                  |                  |                  |                  |  |  |              |              |              |              |  |  |                          |                          |                          |                          |
|  | Blast de Huntsville             | Blast de Huntsville             | 1                         | 1                         | Bulls de Birmingham      | Bulls de Birmingham      | 1                | 1                |                  |                  |  |  |              |              |              |              |  |  |                          |                          |                          |                          |
|  |                                 |                                 |                           |                           | Bulls de Birmingham      | Bulls de Birmingham      | 1                | 1                |                  |                  |  |  |              |              |              |              |  |  |                          |                          |                          |                          |
|  |                                 |                                 | Ice Caps de Raleigh       | Ice Caps de Raleigh       | 3                        | 3                        |                  |                  |                  |                  |  |  |              |              |              |              |  |  |                          |                          |                          |                          |
|  | Ice Caps de Raleigh             | Ice Caps de Raleigh             | Ice Caps de Raleigh       | Ice Caps de Raleigh       | 3                        | 3                        | 2                | 2                |                  |                  |  |  |              |              |              |              |  |  |                          |                          |                          |                          |
|  | Ice Caps de Raleigh             | Ice Caps de Raleigh             |                           |                           |                          |                          |                  | 2                |                  |                  |  |  |              |              |              |              |  |  |                          |                          |                          |                          |
|  | Express de Roanoke              | Express de Roanoke              | 0                         | 0                         |                          |                          |                  |                  |                  |                  |  |  |              |              |              |              |  |  |                          |                          |                          |                          |
|  | Express de Roanoke              | Express de Roanoke              | 0                         | 0                         | Ice Caps de Raleigh      | Ice Caps de Raleigh      | 2                | 2                |                  |                  |  |  |              |              |              |              |  |  |                          |                          |                          |                          |
|  |                                 |                                 |                           |                           | Ice Caps de Raleigh      | Ice Caps de Raleigh      | 2                | 2                |                  |                  |  |  |              |              |              |              |  |  |                          |                          |                          |                          |
|  |                                 |                                 | Monarchs de Greensboro    | Monarchs de Greensboro    | 3                        | 3                        |                  |                  |                  |                  |  |  |              |              |              |              |  |  |                          |                          |                          |                          |
|  | Monarchs de Greensboro          | Monarchs de Greensboro          | Monarchs de Greensboro    | Monarchs de Greensboro    | 3                        | 3                        | 2                | 2                |                  |                  |  |  |              |              |              |              |  |  |                          |                          |                          |                          |
|  | Monarchs de Greensboro          | Monarchs de Greensboro          |                           |                           |                          |                          |                  | 2                |                  |                  |  |  |              |              |              |              |  |  |                          |                          |                          |                          |
|  | Checkers de Charlotte           | Checkers de Charlotte           | 1                         | 1                         |                          |                          |                  |                  |                  |                  |  |  |              |              |              |              |  |  |                          |                          |                          |                          |
|  | Checkers de Charlotte           | Checkers de Charlotte           | 1                         | 1                         |                          |                          |                  |                  |                  |                  |  |  |              |              |              |              |  |  |                          |                          |                          |                          |
|  |                                 |                                 |                           |                           |                          |                          |                  |                  |                  |                  |  |  |              |              |              |              |  |  |                          |                          |                          |                          |

## Trophées
| Coupe Riley :                       | Storm de Toledo                      |
| Coupe Henry Brabham :               | Cherokees de Knoxville               |
| Trophée John Brophy :               | Barry Smith, Cherokees de Knoxville  |
| Meilleur joueur de la Ligue :       | Joe Flanagan, Bulls de Birmingham    |
| Meilleur joueur de la Coupe Riley : | Dave Gagnon, Storm de Toledo         |
| Gardien de but de l'année :         | Cory Cadden, Cherokees de Knoxville  |
| Recrue de l'année :                 | Dan Gravelle, Monarchs de Greensboro |
| Défenseur de l'année :              | Tom Nemeth, Bombers de Dayton        |
| Meilleur buteur :                   | Phil Berger, Monarchs de Greensboro  |